# 馬政第二次計画
この項目では、日本の馬の品種改良を目的に1936年から1945年にかけて農林省馬政局が実施した馬政第二次計画（ばせいだいにじけいかく）について記述する。

## 概要
1906年実施された馬政第一次計画が計画通り1936年3月をもって終了したことを受け、同計画を踏襲する馬政第二次計画が同年4月1日より実施に移された。計画の期間は30年であったが、日本が太平洋戦争で敗れたことに伴い1945年に終了した。

## 計画の特徴
馬政第二次計画では馬政第一次計画を踏襲し、国防上有能な馬匹を充実させ、馬産を保護しつつ、以下の点で第一次計画を深化させることが計画された。
- 国が保有する馬匹の数について役種別の区分を設ける。
- 馬匹の体型を整理し、種類の固定を図る。
- 種牡馬の所要数を6,000頭とし、うち半数の3,000頭を国有とする。

## 第一期計画

### 当初の計画
1936年度から1945年度までの10年間が第一期とされた。第一期計画の概要は以下の通り。
- 内地において保有すべき馬匹の頭数は少なくとも150万頭（うち乗馬が40万頭、挽馬が20万頭）とする。
- 馬匹改良のため、海外から輸入する馬の種類について、軽種はアングロアラブ・アラブ種・サラブレッドに、中間種はアングロノルマン（英語版）に、重種はペルシュロンに制限する。
- 国有種牡馬の所要頭数を6,000頭とし、うち半数を国有種牡馬とする。また、国有種牡馬のうち15%を軽種、85%を中間種、残りを重種とする。

### 戦争の激化に伴う計画の変更
日中戦争開戦後は多くの軍馬が戦場に送られ、それに伴い国内の馬資源は減少した。これを受けて日本陸軍は1938年8月、農林省に対し馬政に関する以下の要望を提示した。
- 優良な軍馬の生産に資するよう、種牡馬をすべて国有化し、優良な繁殖牝馬に対し保護奨励策を打ち出すこと。
- 有事の際戦場に送るべき軍用適格馬をあらかじめ選定し、その保護と鍛錬を行うこと。
- 競馬について、軍馬資源の確保に資するよう出走馬を種牡馬または軍馬の資格を持つ馬に限定し、さらに施行方法に改善を加えること。
- 内地のみならず外地・満州国においても軍馬資源を産み出すための手段を講じること。

さらに翌9月には馬政第二次計画に改定を加える内容の「内地馬政計画及び実施要領」が策定された。同要領は充実を図るべき馬匹が従来の乗馬・挽馬から戦場において必要とされる乗馬・挽馬・戦列駄馬へと変更し、生産能力の向上と同時に生産後の馬匹の資質向上を提唱するなど、戦時色の濃いものであった。

### 成果
- 従来約12万頭であった馬匹の生産頭数は、1943年には約18万頭に増加した。
- 国内の種牡馬頭数は1942年に6,000頭を超え、国有種牡馬の割合が年々増加した。

## 計画に伴う動き
馬政第二次計画の実施と並行して、1936年5月29日に旧競馬法が改正され、公正な競馬の確保のために11の競馬倶楽部が統合され日本競馬会が発足した。さらに同年7月、1923年に廃止された馬政局が馬政局官制（勅令第165号）に基づき農林省の外局として復活した。
また、日本の統治下にあった朝鮮、台湾、樺太における馬産と内地の馬産との総合的な馬政を執り行い、それらを満州国の馬産と協調させることが視野に入れられた。